# Biplot

Biplot de conjunto de dados de lírios de Anderson

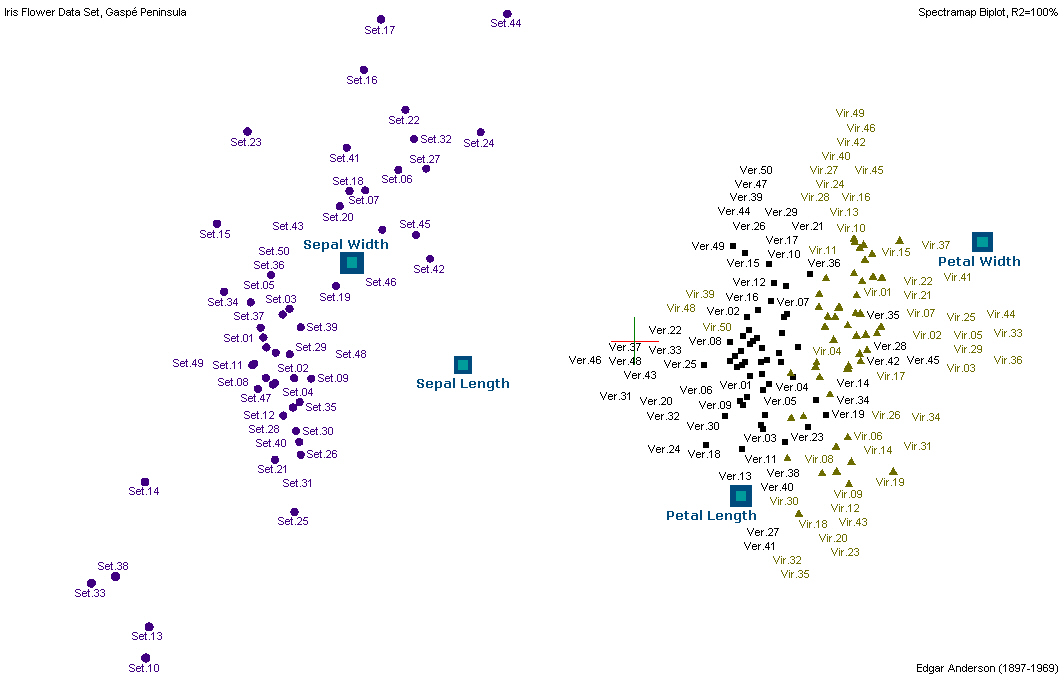
Biplot de mapa espectral do conjunto de dados de lírios de Anderson

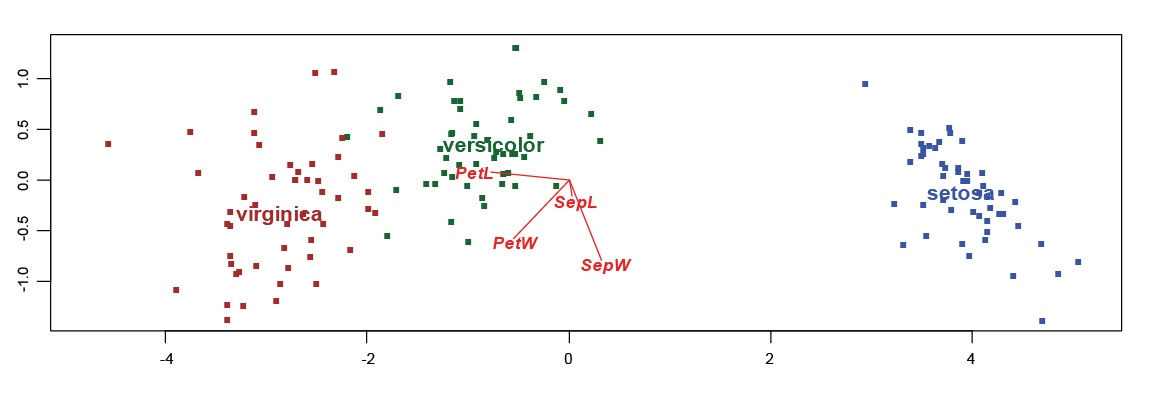
Análise discriminante biplot dos lírios de Fisher

Biplots são um tipo de gráfico exploratório usado em estatística, uma generalização do gráfico de dispersão de duas variáveis. Um biplot permite que a informação em ambas as amostras e variáveis da matriz de dados seja exibida graficamente. As amostras são apresentadas como pontos, enquanto as variáveis são apresentadas como vetores, eixos lineares ou trajetórias não-lineares. No caso de variáveis categóricas, com pontos de nível de categoria podem ser usados para representar os níveis de uma variável categórica. Um biplot generalizado exibe informações sobre variáveis contínuas e variáveis categóricas.

## Introdução e história
O biplot foi introduzido por K. Ruben Gabriel (1971). Gower e Hand (1996) escreveram uma monografia sobre biplots. Yan e Kang (2003) descreveram vários métodos que podem ser utilizados para visualizar e interpretar um biplot. O livro de Greenacre (2010) é praticamente um guia de usuário para biplots, juntamente com scripts de código aberto em linguagem de programação R, para gerar biplots associados com a análise de componentes principais (ACP), escalonamento multidimensional, análise de log-ratio - também conhecida como mapeamento espectral, análise discriminante (AD) e várias formas de análise de correspondência: análise simples de correspondência (AC), análise de correspondência múltipla (ACM) e a análise de correspondência canônica (ACC). O livro de Gower, Lubbe e le Roux (2011) tem como objetivo popularizar biplots como um útil e confiável método para a visualização de dados multivariados quando os pesquisadores querem considerar, por exemplo, análise de componentes principais (ACP), análise de variáveis canônicas (AVC) ou diversos tipos de análise de correspondência.

## Construção
Um biplot é construído usando a decomposição em valores singulares (DVS) para obter uma aproximação de baixa classificação para uma versão transformada da matriz de dados X, cujas n linhas são as amostras (também chamadas de casos, ou objetos), e cujas p colunas são as variáveis. A matriz Y de dados transformados é obtida a partir da matriz original X centralização-se e, opcionalmente padronizando as colunas (as variáveis). Usando a DVS, podemos escrever Y = ∑k=1,...pdkukvkT; onde uk e vk são vetores-coluna n-dimensionais, e o dk é uma sequência não-crescente de escalares não-negativos. O biplot é formado a partir de dois gráficos de dispersão que compartilham um conjunto comum de eixos e têm um produto escalar. O primeiro gráfico de dispersão é formado a partir dos pontos (d1αu1i,  d2αu2i), para i = 1, ..., n. O segundo é formado a partir dos pontos (d11−αv1j, d21−αv2j), para j = 1, ..., p. Este é o biplot formado pelos dois termos dominantes da DVS, que podem ser representados em um formato bidimensional. Escolhas típicas de α são 1 (para dar uma distância de interpretação para a exibição da linha) e 0 (para dar uma distância de interpretação para a exibição da coluna), e em alguns casos raros, α=1/2 para obter um biplot com escala simétrica (que não dá a distância de interpretação para as linhas ou as colunas, mas apenas a interpretação do produto escalar). O conjunto de pontos representando as variáveis pode ser desenhado como setas da origem para reforçar a ideia de que eles representam os eixos biplot nos quais as amostras podem ser projetadas para aproximar os dados originais.